# 鲁道夫·范科伊伦

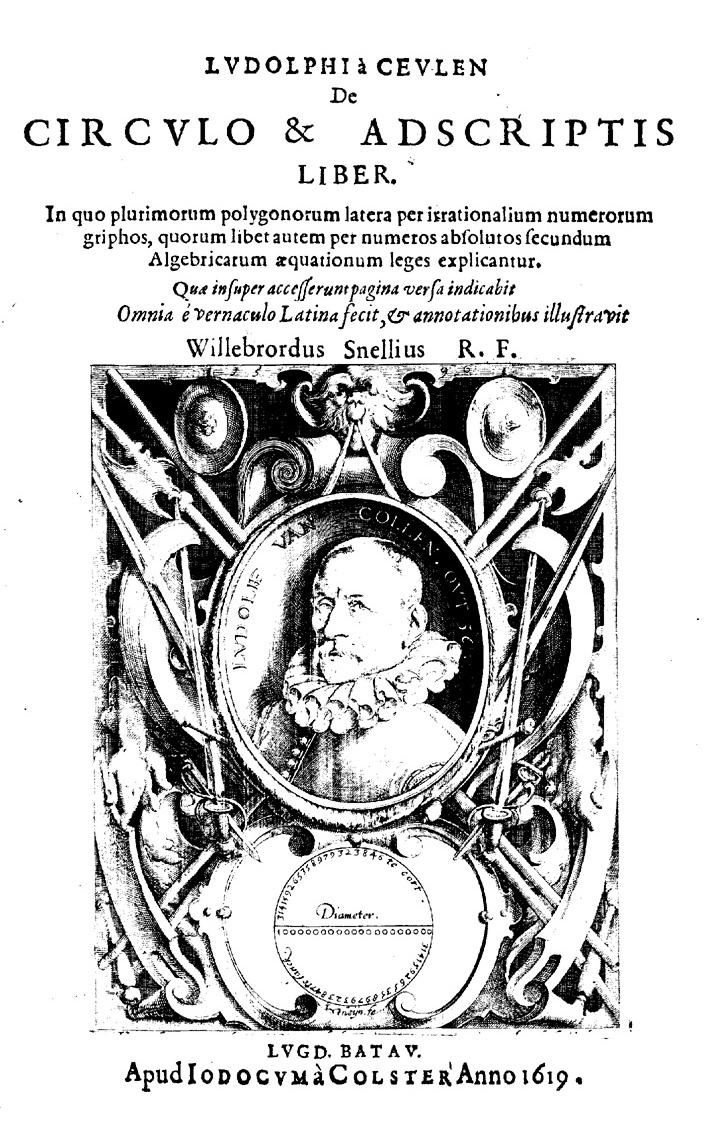
De circulo & adscriptis liber (1619)

鲁道夫·范科伊伦（德語：Ludolph van Ceulen，1540年1月28日—1610年12月31日），荷兰数学家，生于德国希尔德斯海姆，后移居荷兰执教击剑和数学。1594年，他在莱顿开办了一家击剑学校。1600年，他被莱顿大学聘任为第一位数学教授。后在莱顿去世。

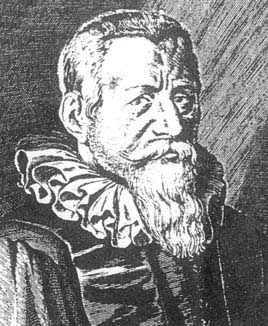
鲁道夫·范科伊伦

鲁道夫·范科伊伦把他一生的大部分时间花在计算圆周率上。他运用的是1800年前阿基米德所适用的割圆法。他用2的六十二次方边形，将圆周率计算到小数点后第35位。他对自己的这个成就感到非常自豪，以致这个数被刻在他的墓碑上；直到今天，德国人还常常称这个数为“鲁道夫数”。
他的计算成果就是这个数字：
3.14159 26535 89793 23846 26433 83279 50288...